# Al-Aszraf Szaban

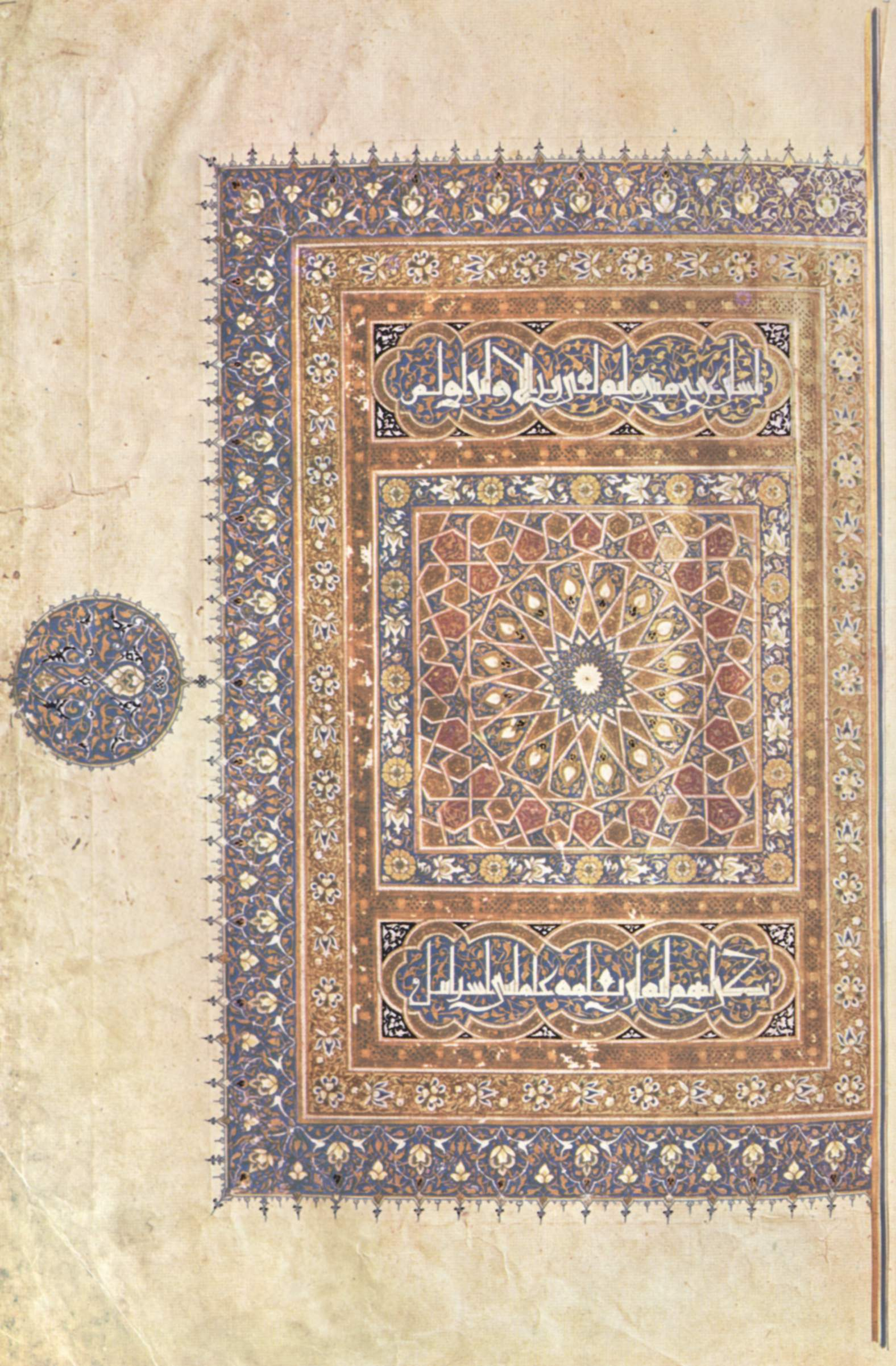
Frontyspis rękopisu Koranu zamówionego przez emira Arghuna Szaha al-Aszrafiego, wykonanego w roku 1376. Jest to najsłynniejszy manuskrypt z czasów panowania Al-Aszrafa Szabana, za rządów którego zaczęto wytwarzać spektakularne wielkoformatowe rękopisy Koranu. Biblioteka Narodowa i Archiwum Egiptu

Al-Aszraf Szaban arab. الأشرف شعبان (pełne imię: Al-Malik al-Aszraf Nasir ad-Din Szaban Ibn Husajn), ur. 1353/1354 - zm. 15 marca 1377 – sułtan Mameluków panujący od czerwca 1363 aż do śmierci.
Jego ojcem był Husajn, jeden z synów An-Nasira Muhammada (1293 - 1294, 1299 - 1309, 1310 - 1341), który nigdy nie został sułtanem. Szaban został umieszczony na tronie przez mameluckich emirów po detronizacji Al-Mansura Muhammada w dniu 30 maja 1363. Miał wtedy zaledwie dziesięć lat i jako taki doskonale nadawał się do odgrywania roli marionetkowego sułtana. Wśród rządzącej oligarchii dominującą rolę odgrywali emirowie Jalbugha al-Umari i Tajbugha at-Tawil, wspólnie sprawujący regencję. Ostatecznie jednak poróżnili się oni ze sobą i w marcu 1366 Jalbugha pozbył się swojego rywala.
Najważniejszym wydarzeniem okresu regencji było złupienie Aleksandrii przez wyprawę krzyżową pod wodzą króla Cypru Piotra I (1358 - 1369) w październiku 1365. Po zdobyciu miasta w wyniku ataku od strony morza krzyżowcy łupili je przez kilka dni, po czym wycofali się w obliczu nadchodzącej od strony Kairu armii Jalbughi i sułtana, uwożąc łup ze sobą. Nastąpiła teraz seria akcji odwetowych - Frankowie mieszkający w Egipcie i Syrii zostali aresztowani, a miejscowym chrześcijanom odebrano ich majętności i przeznaczono je na wykup muzułmańskich jeńców. Jalbugha przystąpił także do budowy floty, która miała być użyta przeciwko agresorom.
W 1365 do Kairu dotarli również posłowie króla Makurii, który został wypędzony z Dongoli przez siostrzeńca i prosił sułtana o pomoc. Mamelucka ekspedycja wyruszyła w grudniu 1365, wymusiła podporządkowanie się plemienia Banu al-Kanz i połączywszy się z siłami królewskimi ruszyła z karną ekspedycją przeciwko miejscowym Arabom. Nie próbowano jednak nawet odbudować Dongoli, ponieważ była ona nieustannie narażona na ataki koczowników. Król rezydował odtąd w Daw, a jego siostrzeniec uzurpator w Kasr Ibrim.
W grudniu 1366 Szaban przyłączył się do buntu mameluków niechętnych Jalbudze, którzy doprowadzili do jego pojmania i egzekucji. Niemniej sułtan nie uwolnił się w pełni od kurateli mameluckich emirów aż do 1367/1368, kiedy to rozpoczęły się jego samodzielne rządy. We wrześniu 1367 doszło do nieudanego ataku Piotra I na Trypolis, poza tym jednak sułtanat nie był zagrożony z zewnątrz. Spokojne panowanie Szabana zostało zakłócone w lipcu 1373 przez spór z jego ojczymem, atabegiem Uldżajem al-Jusufim, o spadek po matce sułtana, która zmarła miesiąc wcześniej. Uldżaj został pokonany po krótkim starciu zbrojnym i utonął gdy uciekał przez Nil.
Na panowanie Szabana przypada także ostateczny podbój królestwa Małej Armenii przez Mameluków. W 1375 działający w imieniu sułtana emir Aleppo zdobył stolicę królestwa, Sis. Kraj został podzielony pomiędzy wielmożów, a jego ostatni król, Leon V (1373 - 1375), trafił jako więzień do kairskiej cytadeli. Pozostał on w mameluckiej niewoli aż do 1382, gdy został wykupiony przez Kościół.
Koniec rządów Szabana "był nagły i katastrofalny, co sugeruje długo powstrzymywane ukryte resentymenty, być może powiązane z sułtańską chciwością i nie mającymi precedensu nadaniami dla jego rodu". Sułtan musiał jednak czuć się nader pewnie, gdyż w 1377 wbrew swoim doradcom zdecydował się odbyć pielgrzymkę do Mekki, pomimo tego że dopiero co doszedł do siebie po ciężkiej chorobie. Gdy królewska karawana dotarła do Akaby jego mamelucy zbuntowali się, domagając się paszy i pieniędzy. Sytuacja wymknęła się spod kontroli i 13 marca 1377 sułtan wraz z kilkoma towarzyszami uciekł do Kairu, gdzie tymczasem inna grupa mameluków opanowała cytadelę i proklamowała sułtanem małoletniego syna Szabana, Alego (1377 - 1381). Al-Makrizi i Ibn Taghribirdi nie zgadzają się co do tego czy te dwie rebelie były uzgodnione ze sobą. 15 marca Szaban dotarł do Kubbat an-Nasr w pobliże Kairu, gdzie jego towarzysze zostali pojmani i zabici. Ukrywającego się sułtana znaleziono dwa dni później i powieszono. Oprócz Alego w przyszłości sułtanem Mameluków miał zostać jeszcze drugi syn Szabana, Hadżdżi (1381 - 1382, 1389 - 1390).